# Internazionali Femminili di Palermo 1998
Gli Internazionali Femminili di Palermo 1998 sono stati un torneo femminile di tennis giocato sulla terra rossa.
È l'11ª edizione degli Internazionali Femminili di Palermo, che fa parte della categoria Tier IV nell'ambito del WTA Tour 1998.Si è giocato a Palermo in Italia, dal 13 al 19 luglio 1998.

## Campionesse

### Singolare
Patty Schnyder ha battuto in finale  Barbara Schett con il punteggio di 6–1, 5–7, 6–2

### Doppio
Pavlina Stoyanova /  Elena Wagner hanno battuto in finale  Barbara Schett /  Patty Schnyder con il punteggio di 6–4, 6–2